# Kursy Oficerskie 5 Dywizji Piechoty na Dalekim Wschodzie
Kursy Oficerskie 5 Dywizji Strzelców na Dalekim Wschodzie – powstałe w końcu 1918 roku, dwumiesięczne kursy, zorganizowane w celu szkolenia kadr oficerów 5 Dywizji Strzelców Polskich.
Po wybuchu rewolucji październikowej, na całym obszarze Rosji zaczęły powstawać oddziały wojskowe walczące z bolszewikami, m.in. niewielkie, ochotnicze jednostki, złożone z Polaków. W 1918 roku, w Omsku, powołano Polski Komitet Wojenny, zajmujący się werbunkiem ochotników oraz organizacją szkoły oficerskiej i podoficerskiej. Została sformowana 5 Dywizja Strzelców Polskich na Wschodzie, organizacyjnie podporządkowana Armii Polskiej we Francji.
W celu szkolenia lub doszkalania oficerów przybyłych z armii carskiej, zorganizowano Kursy Oficerskie. Funkcje instruktorów pełnili oficerowie francuscy i oficerowie z byłego Polskiego Korpusu Posiłkowego. Przeszkolono tam ponad 600 oficerów różnych rodzajów wojsk.